# Leonid Breżniew
Leonid Iljicz Breżniew (ros. Леонид Ильич Брежнев; ur. 6 grudnia?/19 grudnia 1906 w Kamieńskiem, zm. 10 listopada 1982 w Moskwie) – radziecki polityk, sekretarz generalny Komitetu Centralnego Komunistycznej Partii Związku Radzieckiego w latach 1964–1982.
Urodził się na Ukrainie, w rodzinie hutnika, w 1921 roku rozpoczął pracę w hucie, w 1923 roku wstąpił do Komsomołu. Na przełomie lat 20. i 30. został członkiem Wszechzwiązkowej Komunistycznej Partii (bolszewików). W tym czasie ukończył technikum i zaczął pracować jako geodeta w guberni kurskiej, następnie na Białorusi i Uralu. W 1935 roku ukończył studia w Instytucie Hutnictwa w Dnieprodzierżyńsku, pracował w fabryce i służył w wojsku na Zabajkalu. W 1939 roku został sekretarzem Dniepropietrowskiego Komitetu Partii.
Przed atakiem Niemiec na ZSRR powołany do czynnej służby wojskowej, pełnił funkcję komisarza politycznego. W trakcie służby w Armii Czerwonej początkowo pełnił funkcję zastępcy szefa Zarządu Politycznego Frontu Południowego, później szefa Wydziału Politycznego 18 Armii i szefa Zarządu Politycznego 4 Frontu Ukraińskiego. Po zakończeniu wojny, w 1946 roku został pierwszym sekretarzem Zaporoskiego Komitetu Obwodowego Komunistycznej Partii Ukrainy, a później Dniepropietrowskiego Komitetu Obwodowego KP Ukrainy. W latach 1950–1952 był pierwszym sekretarzem Komitetu Centralnego Komunistycznej Partii Mołdawii, a w latach 1953–1954 zastępcą naczelnika Zarządu Politycznego Marynarki Wojennej ZSRR. W 1954 roku został drugim, a w 1955 roku pierwszym sekretarzem Komunistycznej Partii Kazachstanu.
Na XX Zjeździe KPZR w 1956 roku został wybrany na zastępcę członka Prezydium KC KPZR i sekretarzem KC. Od 1957 roku był członkiem jego prezydium. Za rządów Chruszczowa przewodził grupie działaczy partyjnych niezadowolonych z polityki Chruszczowa. W 1964 roku stanął na czele przewrotu pałacowego, w wyniku którego Chruszczow został odsunięty od władzy. Breżniew objął wówczas urząd I sekretarza KC KPZR (od 1966 sekretarza generalnego KC KPZR). Funkcję tę pełnił do śmierci w 1982 roku. Oprócz wymienionych funkcji Leonid Breżniew był deputowanym do Rady Najwyższej ZSRR od piątej do dziesiątej kadencji, deputowanym do Rady Najwyższej Kazachskiej SRR czwartej kadencji, członkiem Prezydium Rady Najwyższej ZSRR w latach 1965–1977 i jej przewodniczącym w latach 1960–1964 i 1977–1982.

## Życiorys

### Młodość i wczesna kariera

#### Pochodzenie i edukacja
Urodził się 6 grudnia?/19 grudnia 1906 w mieście Kamieńskie na Ukrainie. Syn hutnika Ilii Breżniewa i Natalii Denisowny Mazałowej. Jego rodzice przed przenosinami do miasta Kamieńskie mieszkali w Brieżniewie w obwodzie Kurska w Rosji. Kwestia pochodzenia etnicznego rodziny jest sporna. Część dokumentów, w tym paszport Leonida Breżniewa określa jego narodowość jako ukraińską, inne z kolei jako rosyjską. Podobnie jak wielu młodych ludzi uczących się w latach po rewolucji rosyjskiej 1917 roku otrzymał wykształcenie techniczne, najpierw w dziedzinie geodezji, a następnie metalurgii. W roku 1921 rozpoczął pracę w hucie, z kolei na początku lat 30. pracował jako geodeta w guberni kurskiej, następnie na Białorusi i Uralu. W 1935 roku ukończył Dnieprodzierżyńskie Technikum Hutnicze (studia techniczne), po skończeniu którego rozpoczął pracę zawodową w branży ciężkiego przemysłu na wschodzie Ukrainy.

#### Działalność polityczna i kariera wojskowa
W 1923 roku wstąpił do Komsomołu, a w 1929 lub 1931 do Wszechzwiązkowej Komunistycznej Partii (bolszewików). W latach 1935–1936 odbył służbę wojskową służąc jako komisarz polityczny w fabryce czołgów. W 1936 roku został dyrektorem Dnieprodzierżyńskiego Technikum Hutniczego, którego był absolwentem. W 1936 roku został przeniesiony przez partię do pracy w Dniepropietrowsku. W 1939 roku został sekretarzem Dniepropietrowskiego Komitetu Partii.

#### II wojna światowa

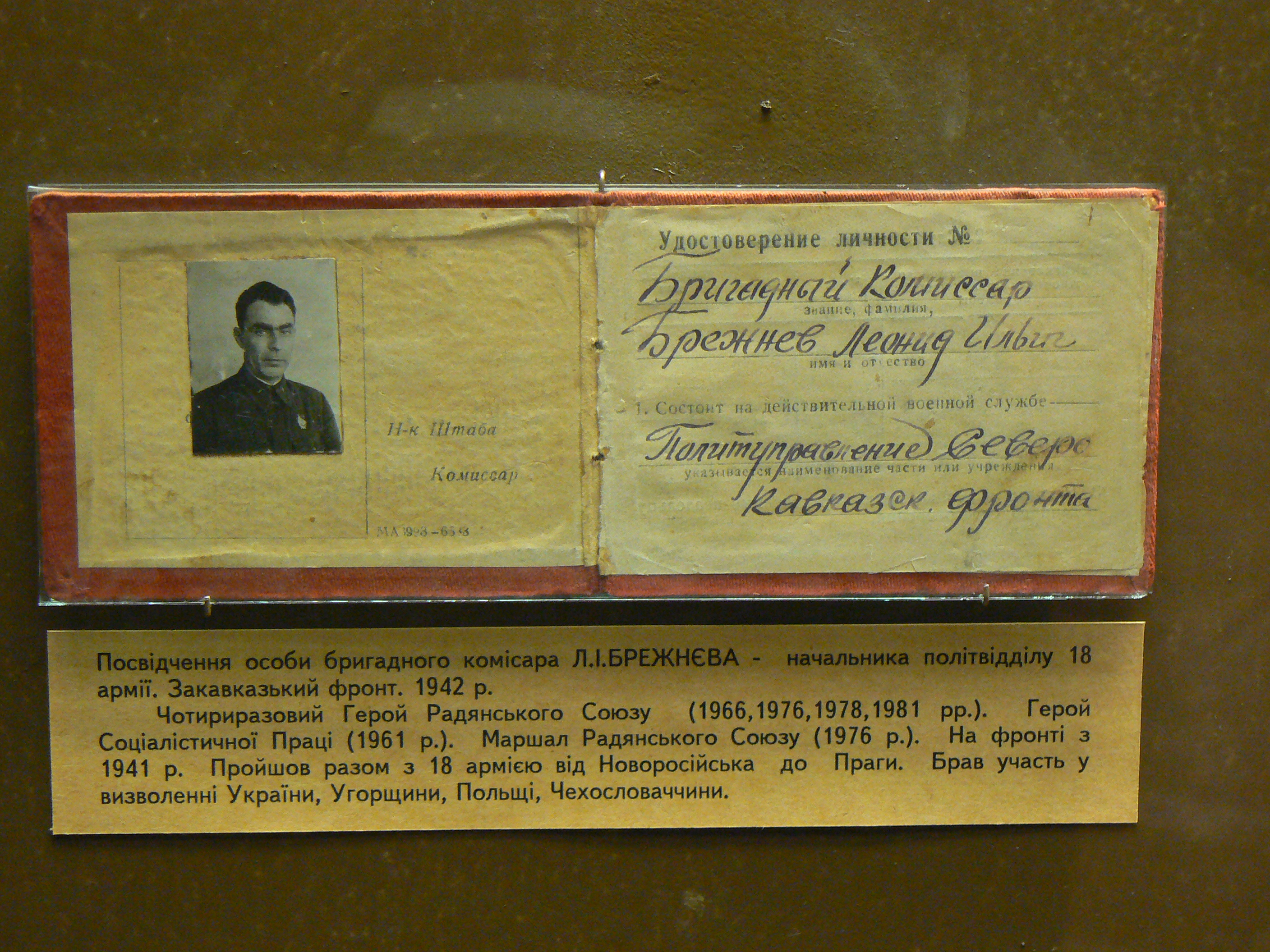
Dokument potwierdzający tożsamość Leonida Breżniewa z jego zdjęciem z 1941 r. Zdjęcie z ekspozycji w Muzeum Historii Ukrainy w II Wojnie Światowej w Kijowie.

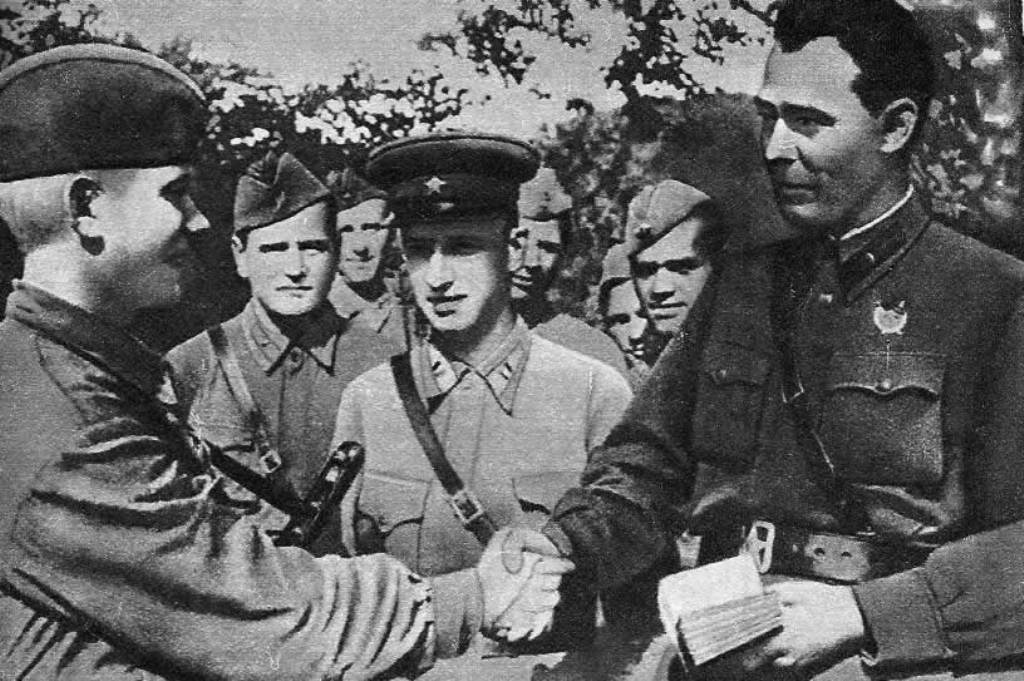
Breżniew w 1942 roku

Kiedy Niemcy napadły na Związek Radziecki w dniu 22 czerwca 1941 roku, Breżniew podobnie jak większość urzędników partii średniego szczebla został natychmiastowo zmobilizowany. Wchodził on w skład grupy do zadań specjalnych Rady Wojennej Frontu Południowego, która w myśl pierwotnych założeń miała brać udział w narzucaniu Rumunii systemu komunistycznego po planowanym przez Stalina ataku ZSRR na Niemcy i Rumunię. Pracował przy ewakuacji ośrodków przemysłowych Dniepropietrowska na wschód ZSRR. Akcja udała się, a ewakuacja nastąpiła przed zajęciem miasta przez III Rzeszę 26 sierpnia. Pełnił funkcję zastępcy szefa Zarządu Politycznego Frontu Południowego w randze komisarza brygady (pułkownika). Po tym gdy niemal cała Ukraina została w 1942 roku zajęta przez Niemców, Breżniew został wysłany na Kaukaz, gdzie został zastępcą szefa Zarządu Politycznego Frontu Zakaukaskiego. W 1943 roku został szefem Wydziału Politycznego 18 Armii. 18 Armia z czasem weszła w skład 1 Frontu Ukraińskiego i ruszyła na zachód Ukrainy wypierając z tych obszarów Niemców.
Od lat przedwojennych karierę Breżniewa wspierał starszy komisarz polityczny Frontu, Nikita Chruszczow. Breżniew spotkał go w 1931 roku na krótko po wstąpieniu do partii i został jego protegowanym. Pod koniec trwania wojny w Europie otrzymał stopień szefa Zarządu Politycznego 4 Frontu Ukraińskiego. Uczestniczył we wkroczeniu do Pragi po kapitulacji Rzeszy w maju 1945 roku.

#### Okres powojenny
W sierpniu 1946 roku opuścił służbę w armii w randze generała dywizji. Po pracy nad projektem odbudowy Ukrainy, ponownie został pierwszym sekretarzem Zaporoskiego Komitetu Obwodowego Komunistycznej Partii Ukrainy. W 1950 roku został zastępcą członka Rady Najwyższej ZSRR (najwyższego organu ustawodawczego państwa). W latach 1950–1952 pełnił ponadto urząd sekretarza Komitetu Centralnego Komunistycznej Partii Mołdawii. W 1952 roku jako kandydat do Prezydium został promowany do Komitetu Centralnego partii.
Śmierć Józefa Stalina w marcu 1953 roku i zniesienie Prezydium umożliwiły dalszy rozwój kariery Breżniewa. W latach 1953–1954 był on zastępcą naczelnika Zarządu Politycznego Marynarki Wojennej ZSRR w randze generała-porucznika. Wpływy Breżniewa wzrosły, gdy Nikita Chruszczow został I sekretarzem partii. W walce wewnątrzpartyjnej opowiedział się po stronie Chruszczowa przeciwko Gieorgijowi Malenkowowi. W 1954 roku został drugim, a w maju 1955 roku pierwszym sekretarzem Komunistycznej Partii Kazachstanu. Jako sekretarz pracował przy rolniczej Kampanii zagospodarowania nieużytków. Breżniew został też zaangażowany w rozwój programów rakietowych i radzieckiej broni jądrowej, w tym kosmodromu Bajkonur. W lutym 1956 roku został odwołany do Moskwy.
Od 1957 roku (po zdegradowaniu antypartyjnej grupy Malenkowa, Kaganowicza, Mołotowa, Bułganina i Szepiłowa) był pełnoprawnym członkiem Biura Politycznego. W 1959 roku został sekretarzem przewodniczącego KC, a w maju 1960 roku przewodniczącym Prezydium Rady Najwyższej ZSRR. Otrzymując tytuł przewodniczącego Prezydium Rady Najwyższej, stał się nominalną głową państwa, prawdziwa władza należała jednak do Chruszczowa. W 1962 roku otrzymał honorowe obywatelstwo jugosłowiańskiego Belgradu.

#### Odsunięcie Chruszczowa
Do około 1962 roku pozycja Chruszczowa jako przewodniczącego partii była bezpieczna. W podeszłym wieku stał się jednak coraz bardziej nieobliczalny, a wybryki podważyły zaufanie partyjnych przywódców. W 1963 roku Breżniew zaangażował się w odsunięcie go od władzy, prawdopodobnie odgrywając w tym planie wiodącą rolę. W tym samym roku Chruszczow, wierzący w lojalność Breżniewa, mianował go sekretarzem KC KPZR. Breżniew zastąpił na tym stanowisku Froła Kozłowa, będącego protegowanym Chruszczowa. Awans uczynił Breżniewa osobą typowaną na następcę przywódcy.
Pucz Breżniewa umożliwił długi pobyt Chruszczowa w Skandynawii i Czechosłowacji. W październiku 1964 roku Chruszczow podczas urlopu na Krymie został telefonicznie wezwany na Plenum KC do Moskwy pod pretekstem przedyskutowania jego propozycji odnośnie do gospodarki rolnej. Breżniew wraz z Nikołajem Podgornym wykorzystali Plenum do ataku na przywódcę. Politycy oskarżyli go o błędy w zarządzaniu państwem. Sojusznicy Breżniewa zaproponowali następnie głosowanie w sprawie usunięcia Chruszczowa z urzędu. Głosowanie odbyło się, a większość jego uczestników opowiedziała się za dymisją lidera. Tym samym Breżniew objął urząd I sekretarza KC KPZR (od 1966 sekretarza generalnego KC KPZR). Szefem rządu został Aleksiej Kosygin, a głową państwa pozostał Anastas Mikojan. Breżniew i jego współpracownicy poparli destalinizację, jednak wiele z reform Chruszczowa uznali za godzące w stabilność państwa, przez co starali się je zatrzymać. Przejęcie władzy przez nową ekipę zostało przez większość obywateli, w tym inteligencję, przyjęte ze spokojem.

### Przywódca ZSRR (1964–1982)

#### Kolektywne rządy i ich charakter

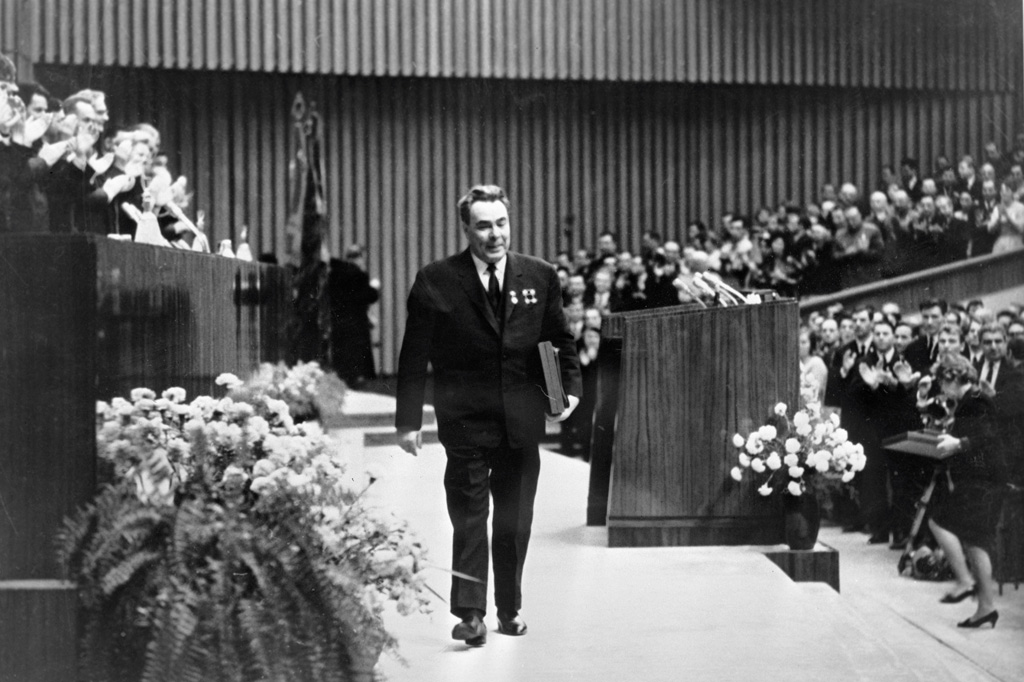
Breżniew na sesji plenarnej KC Komsomołu w 1968 roku

Choć Breżniew zastąpił Chruszczowa na urzędzie sekretarza generalnego partii komunistycznej, nie przejął pełni władzy należącej do polityka. Władza była sprawowana kolektywnie, a silnymi elementami tego systemu byli przewodniczący Rady Najwyższej państwa Nikołaj Podgorny i premier Aleksiej Kosygin. Aby nie dopuścić żadnego polityka do tak dużej konsolidacji władzy, jak to miało miejsce w przypadku Chruszczowa, jeszcze w 1964 plenum KC zakazało jednoczesnego pełnienia funkcji sekretarza generalnego i premiera przez jedną osobę. Breżniew w odróżnieniu od Chruszczowa nigdy nie podejmował decyzji pochopnie czy szybko, a wszystkie decyzje konsultował z najważniejszymi oficjelami. W czasach kolektywnych rządów Breżniew popadł jeszcze w latach 60. w spór z Kosyginem. Breżniew i bardziej twardogłowi członkowie partii nie zgadzali się z forsowanymi przez premiera wolnorynkowymi reformami oraz jego łagodnym podejściem do reform praskiej wiosny. Większą władzę zdobył dopiero w połowie lat 70. co umożliwiły emerytura Podgornego w 1977 i śmierć Kosygina w 1980 (Kosygina na stanowisku premiera zastąpił bliski współpracownik Breżniewa, Nikołaj Tichonow).
Działania Breżniewa zakończyły okres liberalizacji Chruszczowa (którą Breżniew początkowo popierał) i przyjął nowy bardziej konserwatywny kurs, szczególnie ostro kończąc odwilż kulturalną. Breżniew przeprowadził odsunięcie na boczny tor szefa służb KGB, Aleksandra Szelepina będącego zwolennikiem poprzedniej ekipy. Szelepin został zastąpiony przez Jurija Andropowa, a samo KGB otrzymało szereg nowych uprawnień.

#### Gospodarka
Wraz z odsunięciem od władzy Chruszczowa kończy się okres odwilży i zaczyna się dwudziestoletni czas zastoju w sprawach gospodarczych. Breżniewski „okres zastoju” był wynikiem starczego konserwatyzmu ekipy rządzącej.

##### Sytuacja gospodarcza przed 1973 rokiem

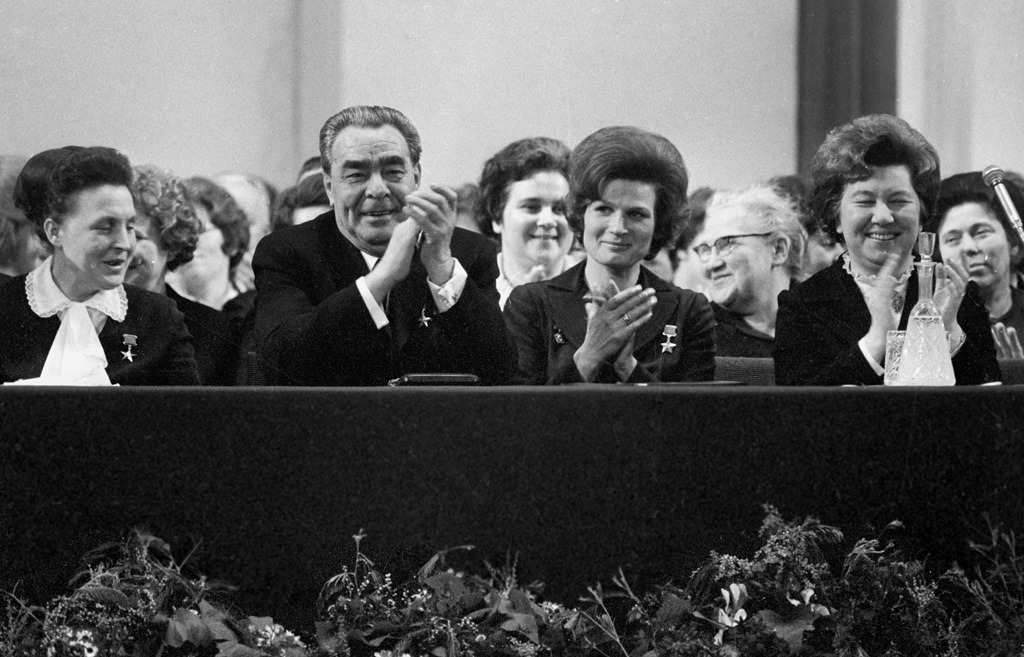
Breżniew na obchodach Międzynarodowego Dnia Kobiet, 1973 rok

W latach 60. i 70. doszło do poprawy sytuacji gospodarczej kraju. Radzieckie rolnictwo rosło średnio o 3% rocznie, także przemysł odnotował znaczny wzrost. Ósmy plan pięcioletni (1966-1970) przyczynił się do 138% wzrostu liczby fabryk i kopalń, w porównaniu do roku 1960. Choć Biuro Polityczne w tym czasie stało się agresywnie antyreformatorskie, liberalnemu Kosyginowi udało się przekonać tak instytucję, jak i Breżniewa do zastosowania w kraju reform gospodarczych na wzór Węgier – rządzący na Węgrzech János Kádár wprowadził w swoim kraju szereg wolnorynkowych reform (Nowy Mechanizm Ekonomiczny). Śladem Węgier i ZSRR poszła też Polska pod kierownictwem Edwarda Gierka, który otworzył polską gospodarkę na Zachód. Reformy w tym kraju zostały poparte przez Breżniewa. Tempo modernizacji w niektórych z państw socjalistycznych spowodowało nawet, że stały się one gospodarczo bardziej zaawansowane aniżeli ZSRR. Polityk nie był natomiast pozytywnie nastawiony do zmian gospodarczych w Czechosłowacji Alexandera Dubčeka, które zakończył interwencją wojskową Układu Warszawskiego. Liberalizacja gospodarki szła w parze z jej centralizacją – w 1966 roku Breżniew zniósł regionalne komitety ekonomiczne.
W dziewiątej pięciolatce po raz pierwszy w historii kraju wyprodukowano więcej produktów konsumenckich aniżeli dóbr przemysłowych. Dobra konsumpcyjne takie jak zegarki, meble czy radia były wręcz produkowane w nadmiarze. Polityka ta została stopniowo zahamowana przez twardogłowych polityków. Szybkie tempo rozwoju pierwszego okresu rządów Breżniewa przyczyniło się do polepszenia stopy życiowej obywateli ZSRR. Na reformie Kosygina zyskali szczególnie mieszkańcy mniejszych republik związkowych, szczególnie Estonii i Gruzji, a w o wiele mniejszym stopniu Rosji. Jeśli w latach 1928–1973 Związek Radziecki gospodarczo rósł w tempie, które pozwalało mu prześcignąć w niedalekiej przyszłości Europę Zachodnią i Stany Zjednoczone Ameryki, to w 1973 roku proces ten został ostatecznie zahamowany, a w kraju rozpoczął się okres gospodarczej stagnacji w którym gospodarka rozwijała się w niewielkim stopniu.

##### Polityka agrarna

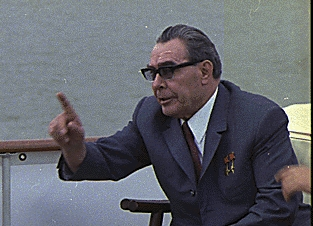
Leonid Breżniew w 1973 roku

Rozbudował system kołchozów i scentralizował go. W celu zwiększenia wydajności kołchozów znacznie zwiększył inwestycje państwowe w rolnictwie, które w latach 70. wyniosły około 27% wszystkich inwestycji państwa (liczba ta nie obejmuje inwestycji w maszyny rolnicze). W samym tylko 1981 roku w rolnictwo zainwestowano 33 miliardy dolarów amerykańskich (według kursu z 2009 roku). Dzięki inwestycjom produkcja rolnicza była w 1980 roku wyższa o 21% aniżeli średnia stopa produkcji roślinnej między 1966 i 1970. Uprawa zbóż wzrosła o 18%. Członek Biura Politycznego Giennadij Woronow zaproponował Breżniewowi jeszcze głębsze reformy, które obejmowały m.in. zmniejszenie liczby pracowników rolnictwa, propozycja ta została jednak przez Breżniewa odrzucona i wdrażana w życie jedynie lokalnie (przez choćby Michaiła Gorbaczowa w Stawropolu).
W kolejnych latach zezwolił na dopuszczenie w rolnictwie większego stopnia prywatnej działalności. Dekrety z 1977 i 1981 zwiększyły powierzchnie prywatnych gruntów uprawnych do pół hektara. Za czasów Breżniewa prywatne grunty stanowiły 30% krajowej produkcji rolnej. Pozytywne rezultaty zwiększenia zakresu prywatnej działalności, wywołały głosy o potrzebie zupełnej dekolektywizacji, które zostały przez partię odrzucone z powodów interesów ideologicznych i politycznych.

##### Okres stagnacji
Na stagnację gospodarczą wpłynęły m.in. wyścig zbrojeń między USA a ZSRR czy włączenie się ZSRR do udziału w handlu międzynarodowym przy jednoczesnym ignorowaniu zmian zachodzących w społeczeństwach zachodnich. Gdy stagnacja jeszcze bardziej pogłębiła się pod koniec lat 70., premier Kosygin przygotował nowy program gospodarczy mający zwiększyć obowiązki i odpowiedzialność poszczególnych resortów nad gospodarką. Próba reform została zatrzymana wraz ze śmiercią Kosygina i przejęciem urzędu premiera przez konserwatywnego Tichonowa, który opóźniał tempo reform. W efekcie jedenasta pięciolatka okazała się klapą, gospodarka osiągnęła tempo wzrostu wynoszące jedynie 4%. Pomimo stagnacji Breżniewowi udało się uniknąć kryzysu gospodarczego dzięki wymianie handlowej z Europą Zachodnią i światem arabskim.

#### Polityka zagraniczna

##### Stosunki ZSRR-USA
Największą innowacją polityki zagranicznej Breżniewa było détente, czyli polityka odprężenia. Strategia nie różniła się wiele od chruszczowskiej odwilży, a niektórzy historycy widzą w tej strategii kontynuacje polityki zagranicznej Chruszczowa. Pomimo pewnej eskalacji zimnej wojny w ostatnich latach rządów Chruszczowa, przez pierwsze lata rządów Breżniewa relacje radziecko-zachodnie były pozytywne, o czym świadczą Partial Nuclear Test Ban Treaty, SALT I, wymiana handlowa z USA, Akt końcowy Konferencji Bezpieczeństwa i Współpracy w Europie czy instalacja czerwonego telefonu między Moskwą a Waszyngtonem. Epoka Breżniewa charakteryzowała się zintensyfikowaną wymianą handlową ze światem zachodnim, podpisywaniem umów dotyczących kontroli zbrojeń, przedwczesnym zapobieganiem kryzysom, budową systemu bezpieczeństwa europejskiego i rozmowami na temat praw człowieka. Z drugiej strony Breżniew dążył do utrzymania równowagi sił militarnych między USA i ZSRR – wydatki na zbrojenia wzrosły w latach 1965–1970 o 40%. W 1982 roku, a więc w roku śmierci przywódcy, na armię przeznaczono 15% PKB.

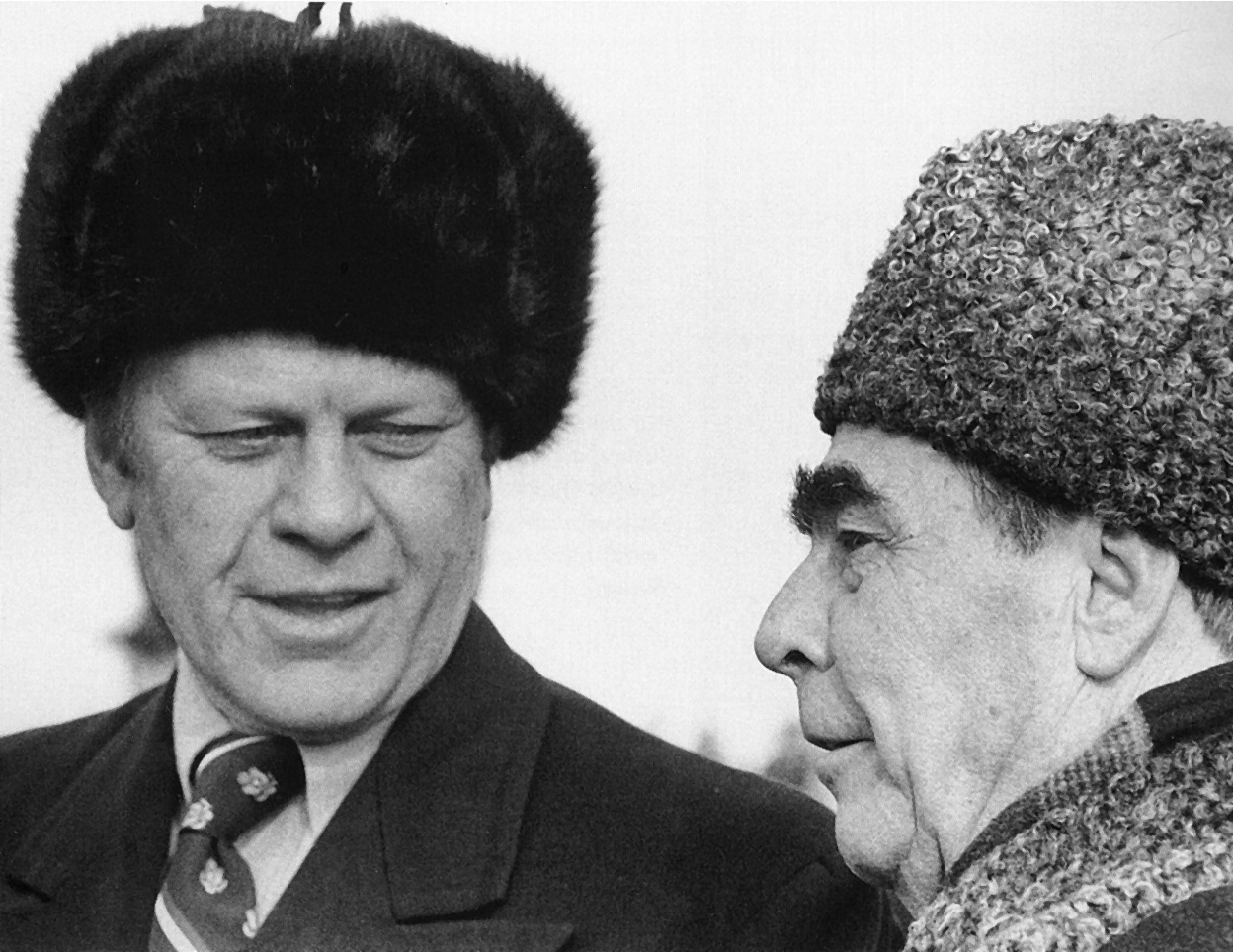
Gerald Ford i Leonid Breżniew, w listopadzie 1974

W połowie lat 70. stało się jasne, że polityka détente nie udała się. Przyczynami porażki tej polityki okazały się wojna wietnamska i wsparcie finansowe dla Vietcongu ze strony ZSRR. Wojna zakończyła się sukcesem bloku wschodniego, Wietnam, Kambodża i Laos znalazły się bowiem poza strefą wpływów USA i stopniowo nawiązały z ZSRR sojusze. Przepaść między ZSRR a USA pogłębiła porażka w wyborach prezydenckich Geralda Forda i zwycięstwo Jimmy’ego Cartera. W czasie rządów Cartera, amerykańska polityka zagraniczna okazała się bardziej wrogo nastawiona do Związku Radzieckiego i całego bloku wschodniego (choć prezydent ten podjął próbę zatrzymania finansowania niektórych najbardziej represyjnych klientów reżimów antykomunistycznych) oraz zwiększeniem przez Amerykanów wydatków na armię.
W latach 70. Związek Radziecki osiągnął szczyt swojej potęgi politycznej i strategicznej w stosunku do Stanów Zjednoczonych. Pierwszy traktat SALT ustanowił parytet broni jądrowej między dwoma mocarstwami, Traktat Helsiński potwierdził hegemonię Sowietów w Europie Wschodniej, a klęska USA w Wietnamie i afera Watergate osłabiły prestiż tego mocarstwa. Anti-Ballistic Missile Treaty z prezydentem Richardem Nixonem ograniczał możliwość rozmieszczenia systemów antybalistycznych. W tym czasie Związek Radziecki rozszerzył swoje wpływy dyplomatyczne i polityczne na Bliskim Wschodzie i w Afryce.

##### Wojna wietnamska
Nikita Chruszczow początkowo popierał Wietnam Północny, ale gdy ten gwałtownie pogorszył relacje z Południem, odrzucił możliwość pomocy dla tamtejszego rządu i wezwał do negocjacji pokojowych w ramach Rady Bezpieczeństwa ONZ. Po obaleniu Chruszczowa, Breżniew wsparł komunistyczny ruch oporu w Wietnamie Południowym. W lutym 1965 roku, Kosygin odwiedził Hanoi wraz z grupą radzieckich ekspertów gospodarczych i generałów sił powietrznych. Amerykański prezydent Lyndon B. Johnson jeszcze w czasie wizyty upoważnił USA do bombardowania Wietnamu Północnego, oficjalnie za atak partyzantów Vietcongu na Camp Holloway. W trakcie kryzysu, Johnson zaproponował prywatnie Breżniewowi zjednoczenie obu państw wietnamskich. Breżniew był zainteresowany tą ofertą, jednak Andriej Gromyko przekonał go do odrzucenia oferty powołując się na niechęć rządu północnowietnamskiego. Administracja Johnsona zwiększyła więc swoją obecność militarną w Wietnamie. Na początku 1967 r. Amerykanie na kilka dni wstrzymali bombardowania Wietnamu po umowie z Hồ Chí Minhem. Breżniew poparł taki przebieg konfliktu, umowa okazała się jednak nietrwała, a już wkrótce bombardowania zostały wznowione. W 1968 roku, Johnson zaprosił Kosygina do Stanów Zjednoczonych celem omówienia problemów Wietnamu i wyścigu zbrojeń. Szczyt ZSRR-USA odbył się w przyjaznej atmosferze, jednak nie doszło do żadnej ważniejszej decyzji.
Także Chińczycy wspierali Vietcong i rząd Północnego Wietnamu. Richard Nixon, choć znany z antykomunistycznej retoryki, w 1971 roku uznał, że USA muszą nawiązać stosunki dyplomatyczne z ChRL. W ramach odprężenia amerykańsko-chińskiego, prezydent przewidział stopniowe wycofywanie się wojsk amerykańskich z Wietnamu, planując przy tym zachować rząd Wietnamu Południowego. Nixon uważał, że krok ten pozwoli na jednoczesną poprawę stosunków zarówno z ZSRR, jak i z Chinami. Później odwiedził Moskwę, gdzie wynegocjował traktat o kontroli zbrojeń, jednak w sprawie Wietnamu nie doszło do żadnych zmian – to właśnie w trakcie tej wizyty Nixon i Breżniew podpisali SALT I.

##### Relacje z Chinami
Relacje między Związkiem Radzieckim a Chinami szybko pogorszyły się po próbie Nikity Chruszczowa zbliżenia się do Jugosławii i Zachodu. Gdy w latach 60. Breżniew konsolidował swoje zaplecze polityczne, Chiny pogrążone były w kryzysie politycznym spowodowanym rewolucją kulturalną forsowaną przez Mao Zedonga. Kierownictwo Breżniewa promujące idee stabilizacji nie mogło pojąć, dlaczego Mao rozpoczął tak autodestrukcyjną kampanię zmierzającą do podporządkowania sobie rewolucji socjalistycznej. W trakcie gdy Chiny przeżywały rewolucję kulturalną, Breżniew miał własne problemy – Czechosłowacja próbowała bowiem odejść od modelu radzieckiego. W wyniku interwencji w Czechosłowacji, radzieckie przywództwo ogłosiło doktrynę Breżniewa, według której ZSRR mógł interweniować w każdym bratnim państwie socjalistycznym, które próbuje rozwijać się poza radzieckim wzorcem. Doktryna zwiększyła napięcie nie tylko w bloku wschodnim, ale także pośród azjatyckich państw socjalistycznych. Do roku 1969 relacje z zagranicznymi komunistami stały się na tyle złe, że Breżniew nie był w stanie zebrać nawet pięciu z czternastu rządzących wówczas partii komunistycznych do udziału w konferencji międzynarodowej w Moskwie. Po nieudanej konferencji Sowieci przyznali, że nie są wiodącym ośrodkiem międzynarodowego ruchu komunistycznego.
Jeszcze w tym samym roku miał miejsce radziecko-chiński graniczny konflikt nad Ussuri. Premier Kosygin przez dłuższy czas nie chciał przyjąć nieodwołalności rozłamu, w 1969 odwiedził więc Pekin. Wizyta nie przyniosła spodziewanych efektów. Dopiero na początku lat 80. Chińczycy i Sowieci wydali wzajemne oświadczenia wzywające do normalizacji stosunków między oboma państwami. Warunkami podanymi Sowietom przez Chińczyków były: zmniejszenie radzieckiej obecności wojskowej na granicy chińsko-radzieckiej, zakończenie poparcia dla wietnamskiej interwencji w Kambodży oraz wycofanie żołnierzy z Afganistanu i Mongolii. Breżniew nie przyjął warunków, jednak w trakcie przemówienia z Taszkentu w marcu 1982 roku wezwał do normalizacji stosunków. Do pełnej normalizacji relacji doszło dopiero kilka lat później po tym gdy do władzy doszedł Michaił Gorbaczow.

##### Blok wschodni
Pierwszym kryzysem dla ekipy Breżniewa była seria liberalizujących reform w Czechosłowacji. W lipcu 1968 roku, Breżniew publicznie skrytykował czechosłowackie przywództwo jako rewizjonistyczne i antyradzieckie, a w sierpniu pozwolił na interwencję Układu Warszawskiego w Czechosłowacji. Interwencja i doktryna Breżniewa wywołały protesty dysydentów w różnych krajach bloku wschodniego oraz rządu Rumunii Nicolae Ceaușescu . Archiwalne materiały potwierdzają, że Breżniew był jedną z niewielu osób w radzieckim kierownictwie, która była sceptycznie nastawiona do interwencji, a w czasie kryzysu była nastawiona kompromisowo do rządu Czechosłowacji. Już po interwencji, spotkał się z Bohumilem Simonem będącym jednym z liderów czechosłowackich reformistów. W rozmowie przyznał, że gdyby nie głosował za zbrojną pomocą Czechosłowacji zostałby odwołany ze stanowiska sekretarza i obalony.
Kolejnym kryzysem było utworzenie w Polsce masowego ruchu „Solidarność”. Postawa Breżniewa względem sytuacji w Polsce jest przedstawiona na różny sposób. Według CIA radzieckie wojsko zostało zmobilizowane do ewentualnej interwencji zbrojnej w Polsce. Niemniej jednak Breżniew w trakcie spotkania z przedstawicielami bloku wschodniego stwierdził, że zostawi sprawy wewnętrzne samemu rządowi Polski a delegatów z tego państwa poinformował, że ZSRR będzie interweniować tylko na prośbę tamtejszego rządu.

#### Interwencja w Afganistanie
Po rewolucji kwietniowej w Afganistanie z 1978 roku, działania nowego rządu Afganistanu doprowadziły do wybuchu wojny domowej. Rząd starł się z islamskimi mudżahedinami. Breżniew zaniepokojony możliwością utracenia przez ZSRR wpływów w Azji Środkowej zgodził się na pełną interwencję wojsk radzieckich w tym państwie. Część wojskowego establishmentu Związku Radzieckiego była przeciwna jakiejkolwiek obecności wojskowej w Afganistanie, uważając, że ZSRR powinien trzymać się z dala od polityki Afganistanu. Interwencja rozzłościła prezydenta Cartera w efekcie czego USA wstrzymało eksport zboża do Związku Radzieckiego i zbojkotowało Letnie Igrzyska Olimpijskie 1980 w Moskwie. Związek Radziecki odwzajemnił się za bojkot igrzysk, bojkotując Letnie Igrzyska Olimpijskie 1984 w Los Angeles.

### Problemy zdrowotne
Od lat 70. podupadł na zdrowiu. Wpływ na słabą kondycję sekretarza miały uzależnienie od tabletek nasennych, nałogowe palenie papierosów przez całe życie, na starość kolejnymi problemami stały się nadwaga i częste sięganie po alkohol. Od 1973 roku, gdy przeszedł udar mózgu, cierpiał na bezsenność i narkolepsję. W 1975 roku po raz pierwszy doznał zawału serca. Wraz z dalszym pogarszaniem się stanu zdrowia komentatorzy zaczęli typować jego następcę, wśród nich znaleźli się Fiodor Kułakow, Konstantin Czernienko, Andriej Kirilenko i Michaił Susłow.
Przez ostatnie dwa lata życia był jedynie figurantem. Państwem radzieckim w praktyce rządzili Andriej Gromyko, Dmitrij Ustinow, Michaił Susłow i Jurij Andropow, a kluczowe decyzje Politbiura były dokonywane pod jego nieobecność.

### Śmierć
Zmarł na zawał serca 10 listopada 1982, w swojej daczy w Zarzeczu. Istnieje również teoria o tym, że śmierć Breżniewa nie nastąpiła z przyczyn naturalnych. Według niej, został on zamordowany na zlecenie byłego szefa KGB, Jurija Andropowa, który nie chciał dopuścić do tego, aby nowym sekretarzem generalnym KPZR mianowano – kierującego Komunistyczną Partią Ukrainy – Wołodymyra Szczerbyckiego. Miał on bowiem zostać namaszczony na to stanowisko przez Breżniewa, podczas posiedzenia plenarnego Komitetu Centralnego 15 listopada 1982 roku. W Związku Radzieckim ogłoszono żałobę narodową w dniach 11–15 listopada, siedmiodniową żałobę narodową ogłosiła Syria, czterodniową Korea Północna, Laos, Kuba i Mozambik, a trzydniową Indie, Wietnam, Ludowa Republika Kampuczy, Afganistan, Brazylia i Nikaragua, a jednodniową ogłosiły władze Czechosłowacji i Argentyny.
Breżniew został pochowany pod murami Kremla. W pogrzebie na placu Czerwonym brały udział delegacje z całego świata. Przybyli m.in. przywódcy Polski – Wojciech Jaruzelski, NRD – Erich Honecker, Bułgarii – Todor Żiwkow, Czechosłowacji – Gustáv Husák, Rumunii – Nicolae Ceaușescu, Węgier – János Kádár, Mongolii – Jumdżagijn Cedenbal, Kuby – Fidel Castro, premier Wielkiej Brytanii Margaret Thatcher, premier Indii Indira Gandhi, przywódca Organizacji Wyzwolenia Palestyny Jasir Arafat, wiceprezydent USA George Bush, kanclerz Niemiec Zachodnich Helmut Kohl i kilkadziesiąt innych głów państw i szefów rządów. W skład delegacji PRL, obok gen. Wojciecha Jaruzelskiego wchodzili przewodniczący Rady Państwa prof. Henryk Jabłoński, członek Biura Politycznego KC PZPR Józef Czyrek oraz ambasador PRL w ZSRR Stanisław Kociołek.
Jego żona, Wiktorija Pietrowna, zmarła osamotniona w 1995, córka Galina w 1998, syn Jurij (urodzony w 1933) zmarł 3 sierpnia 2013.

## Odbiór we współczesnej Rosji
Jego postać jest w porównaniu do następców i poprzedników bardzo dobrze oceniana przez współczesnych Rosjan. W sondażu z 2013 roku został on uznany za najlepszego przywódcę Rosji w XX wieku (najmniej popularny okazał się Gorbaczow), a w innym sondażu pokonał nawet znajdującego się na podium Włodzimierza Lenina w sondzie dotyczącej najbardziej lubianego przywódcy kraju. Także na pytanie pod czyimi rządami chcieliby żyć dzisiejsi Rosjanie, większość z nich odpowiedziała, że wybrałoby epokę Breżniewa.

## Wspomnienia
Breżniew wydał wspomnienia, za które dostał Nagrodę Leninowską („Mała Ziemia”).

## Awanse
- pułkowy komisarz polityczny – 16 września 1941[84]
- brygadyjny komisarz polityczny – 26 grudnia 1941
- pułkownik – 15 grudnia 1942 (zweryfikowany po nadaniu oficerom politycznym zwykłych stopni wojskowych sprowadzając stopnie polityczne do nazwy sprawowanych funkcji)
- generał-major – 2 listopada 1944
- generał-lejtnant – 4 sierpnia 1953
- generał armii – 21 marca 1974 (z pominięciem stopnia generała-pułkownika)
- Marszałek Związku Radzieckiego – 7 maja 1976

## Odznaczenia
Czterokrotnie nagrodzony tytułem Bohatera Związku Radzieckiego (1966, 1976, 1978, 1981) wraz z medalem „Złotej Gwiazdy”, tytułem Bohatera Pracy Socjalistycznej (1961).
Breżniew znany był z zamiłowania do kolekcjonowania orderów. Wśród setek wyróżnień, które otrzymał wymienić można w szczególności: Order Zwycięstwa (przyznany mu w 1978, pomimo iż formalnie nie przysługiwał w ogóle Breżniewowi, ponieważ nadawany mógł być jedynie najwyższym dowódcom II wojny światowej, został mu pośmiertnie odebrany w 1989), Order Lenina (ośmiokrotnie), Order Rewolucji Październikowej (dwukrotnie), Order Czerwonego Sztandaru (dwukrotnie), Order Bohdana Chmielnickiego II kl., Order Wojny Ojczyźnianej I kl., Order Czerwonej Gwiazdy, Medal „Za obronę Odessy”, Medal „Za wyzwolenie Warszawy”, Medal „Za zdobycie Wiednia”, polski Order Krzyża Grunwaldu II klasy (1946, Polska), Krzyż Wielki Orderu Virtuti Militari (nadany w 1974, udekorowany w Warszawie 21 lipca 1974, order odebrany w 1990), mongolski Order Suche Batora, NRD-owski Order Karla Marksa, rumuński Order „Zwycięstwo Socjalizmu”, bułgarski Order Georgi Dimitrowa, czy czechosłowacki Order Klementa Gottwalda (dwukrotnie). W 1975 otrzymał Złoty Medal Pokoju im. Frédérica Joliot-Curie, w 1979 Nagrodę Leninowską.
W 1976 roku przyznano mu tytuł marszałka Związku Radzieckiego (najwyższy stopień wojskowy ZSRR).
20 lipca 1974 otrzymał tytuł honorowego obywatela województwa katowickiego i tytuł Honorowego Górnika PRL.